# Chudoba v Ruské federaci

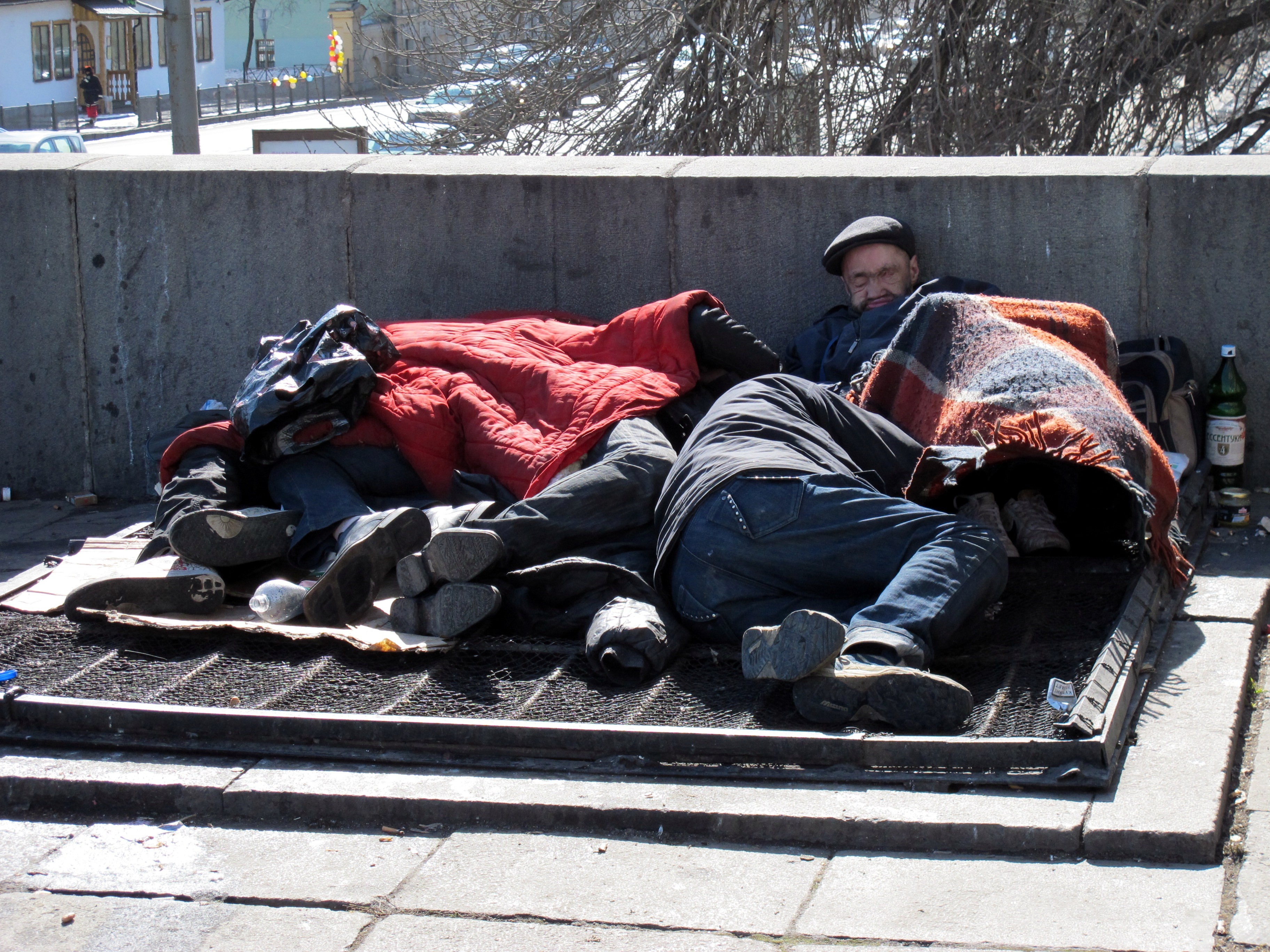
Bezdomovci v Moskvě

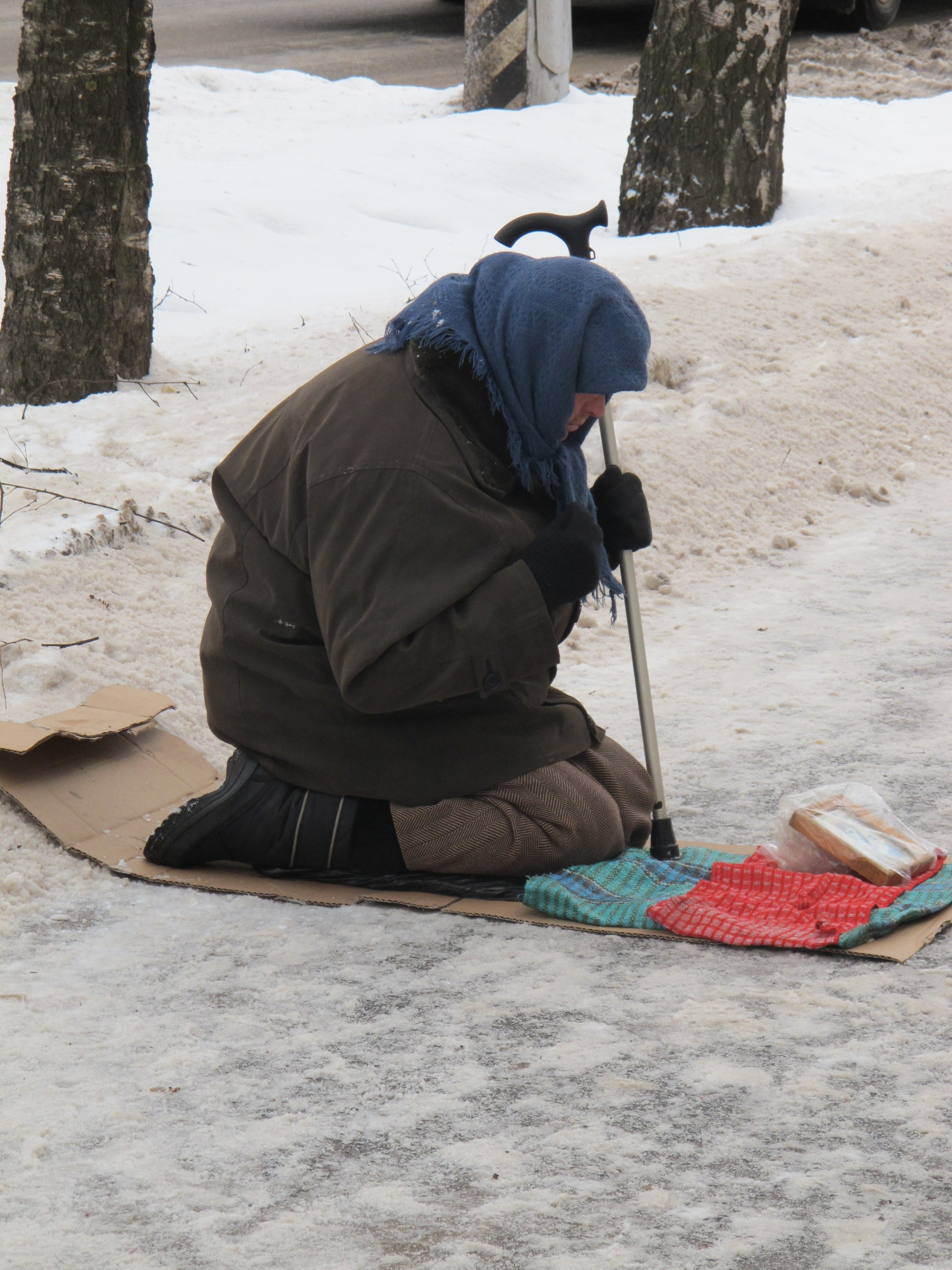
Žebrající stará žena v Rusku

Úředně stanovená chudoba v Ruské federaci byla pro rok 2015 hranice příjmu 115 944 RUB (40 560 Kč) netto ročně pro jednotlivce. Postiženo touto chudobu je asi 17 % obyvatel (zhruba 23 milionů). Hranici chudoby představuje hranici minimálního ročního příjmu stanoveného vládou RF. Podle západních standardů je chudých více než polovina obyvatel Ruska, jejich příjem nedosahuje rozmezí 50-60 % průměrné měsíční mzdy, která v 2015 činila 32 805 RUB (11 480 Kč).
Podle novinářky Olgy Grekovové chudoba Rusů dosáhla v roce 2016 nejkatastrofálnější úrovně od dob perestrojky. V rozvinutých zemích utrácejí lidé za potraviny 12 až 28 % příjmů. V Rusku je to 46 %. Jedním z faktorů, který se možná nezdá být tak důležitý, ale ve skutečnosti odráží kritickou situaci, je pěstování zeleniny a ovoce na vlastních zahradách. Od roku 2001 se množství Rusů pěstující si vlastní plodiny snížilo, avšak v současné době[kdy?] opět roste. V roce 2014 aktivně pěstovalo vlastní plodiny 39 % Rusů, v roce 2015 to bylo již 46 %.
Generální ředitel Centra pro výzkum veřejného mínění VCIOM Valerij Fedorov v roce 2016 uvedl: „Rozdělili jsme Rusy na tři skupiny: První, to jsou lidé žijící v blahobytu. Zatím v odpovědích neuvádějí, že by se s nimi odehrávalo něco špatného. Druhá skupina jsou bojovníci: ti, co říkají, že je hůř, ale ještě mají možnosti se tomu postavit. Třetí skupina jsou strádající: ti, co současně pociťují jak rozšíření krize, tak neschopnost s ní bojovat. Těmto lidem chybí prostředky. Rusové přestali brát vážně jakákoli prohlášení činitelů. Například 55 % respondentů nevěří, že vláda má plán na záchranu ekonomiky. Od podzimu roku 2014 se krize dvakrát ocitla na velmi nebezpečné úrovni. Poslední skupina – strádající – vzrostla z 16 % v listopadu 2014 na 47 % v lednu 2015. Následující gigantický skok se odehrál v září – říjnu 2015. Za pouhý měsíc vzrostl podíl strádajících o 13 %, na 60 % celé ruské dospělé populace.“
Tyto statistiky jsou často považovány za kontroverzní;[zdroj?] buď je někteří označují za nedoceněné, nebo za přemrštěné. Jedná se mnohdy o zpolitizované téma, a to jak v domácí, tak i v zahraniční politice.
Lidé s příjmy pod hranicí chudoby mají právo na potravinové lístky pro chudé.